# Kerron Stewart
Kerron Stewart (Kingston, 1984. április 16. –) olimpiai ezüstérmes, világbajnok jamaicai atlétanő, futó.
Két érmet szerzett a 2008-as olimpiai játékokon. Másodikként zárt 100 méteres síkfutásban, valamint a harmadik helyen ért célba 200 méteren.
A 2007-es, és a 2009-es világbajnokságon is tagja volt a négyszer százas jamaicai váltónak, mely Oszakában ezüst, Berlinben pedig aranyérmes lett. A berlini világbajnokságon egyéniben is érmes lett, száz méteren honfitársa, Shelly-Ann Fraser mögött lett második.

## Egyéni legjobbjai
- 100 méter - 10,75 (2009)
- 200 méter - 21,99 (2008)